# Liste du patrimoine culturel immatériel de l'humanité en Jordanie
Cet article recense les pratiques inscrites au patrimoine culturel immatériel en Jordanie.

## Statistiques
La Jordanie ratifie la convention pour la sauvegarde du patrimoine culturel immatériel le 24 mars 2006. La première pratique protégée est inscrite en 2008.
En 2024, la Jordanie compte 7 éléments inscrits au patrimoine culturel immatériel, sur la liste représentative.

## Listes

### Liste représentative
Les éléments suivants sont inscrits sur la liste représentative du patrimoine culturel immatériel de l'humanité :
| Élément                                                                                | Type | Subdivision | Année | Lien  | Notes | Illus. |
| -------------------------------------------------------------------------------------- | --- | ----------- | ----- | ----- | --- | ------ |
| L'espace culturel des Bedu de Petra et Wadi Rum                                        | traditions et expressions orales pratiques sociales, rituels et événements festifs connaissances et pratiques concernant la nature et l’univers savoir-faire liés à l’artisanat traditionnel | Aqaba       | 2008  | 00122 | |        |
| L'As-Samer en Jordanie                                                                 | pratiques sociales, rituels et événements festifs arts du spectacle |             | 2018  | 01301 | |        |
| Les connaissances, savoir-faire, traditions et pratiques associés au palmier dattier   | connaissances et pratiques concernant la nature et l'univers savoir-faire liés à l'artisanat traditionnel                                                                                    |             | 2019  | 01509 | Partagé avec l'Arabie saoudite, Bahreïn, l'Égypte, aux Émirats arabes unis, l'Irak, le Koweït, le Maroc, la Mauritanie, Oman, la Palestine, le Qatar, le Soudan, la Tunisie et le Yémen            |        |
| La calligraphie arabe : connaissances, compétences et pratiques                        | pratiques sociales, rituels et événements festifs savoir-faire liés à l’artisanat traditionnel                                                                                               |             | 2021  | 01718 | Partagé avec l'Arabie saoudite, l'Algérie, Bahreïn, l'Égypte, les Émirats arabes unis, l'Irak, le Koweït, le Liban, la Mauritanie, le Maroc, Oman, la Palestine, le Soudan, la Tunisie et le Yémen |        |
| Al-Mansaf en Jordanie, un banquet festif et ses significations sociales et culturelles | traditions et expressions orales pratiques sociales, rituels et événements festifs savoir-faire liés à l'artisanat traditionnel                                                              |             | 2022  | 01849 | |        |
| Le café arabe, un symbole de générosité                                                | pratiques sociales, rituels et événements festifs traditions et expressions orales |             | 2024  | 02111 | Partagé avec l'Arabie saoudite, les Émirats arabes unis, Oman et le Qatar |        |
| Le henné : rituels, esthétique et pratiques sociales                                   | pratiques sociales, rituels et événements festifs savoir-faire liés à l'artisanat traditionnel                                                                                               |             | 2024  | 02116 | Partagé avec l'Algérie, l'Arabie saoudite, Bahreïn, l'Égypte, les Émirats arabes unis, l'Irak, le Koweït, le Maroc, la Mauritanie, Oman, la Palestine, le Qatar, le Soudan, la Tunisie et le Yémen |        |

### Patrimoine immatériel nécessitant une sauvegarde urgente
La Jordanie ne compte aucun élément listé sur la liste du patrimoine immatériel nécessitant une sauvegarde urgente.

### Registre des meilleures pratiques de sauvegarde
La Jordanie ne compte aucune pratique listée au registre des meilleures pratiques de sauvegarde.